# إيفان كارلوس دي سوزا سانتوس
إيفان كارلوس دي سوزا سانتوس (8 يونيو 1982 بساو باولو في البرازيل - ) هو لاعب كرة قدم برازيلي في مركز الهجوم. لعب مع إشتوريل برايا ونادي بيلينينسش ونادي ساو كايتانو ونادي غريميو بارويري وFC Volgar Astrakhan ‏ وGuarani Esporte Clube (MG) ‏.